# Société franco-belge
Pour les articles homonymes, voir AFB.
 (novembre 2023).
Si vous disposez d'ouvrages ou d'articles de référence ou si vous connaissez des sites web de qualité traitant du thème abordé ici, merci de compléter l'article en donnant les références utiles à sa vérifiabilité et en les liant à la section « Notes et références ».

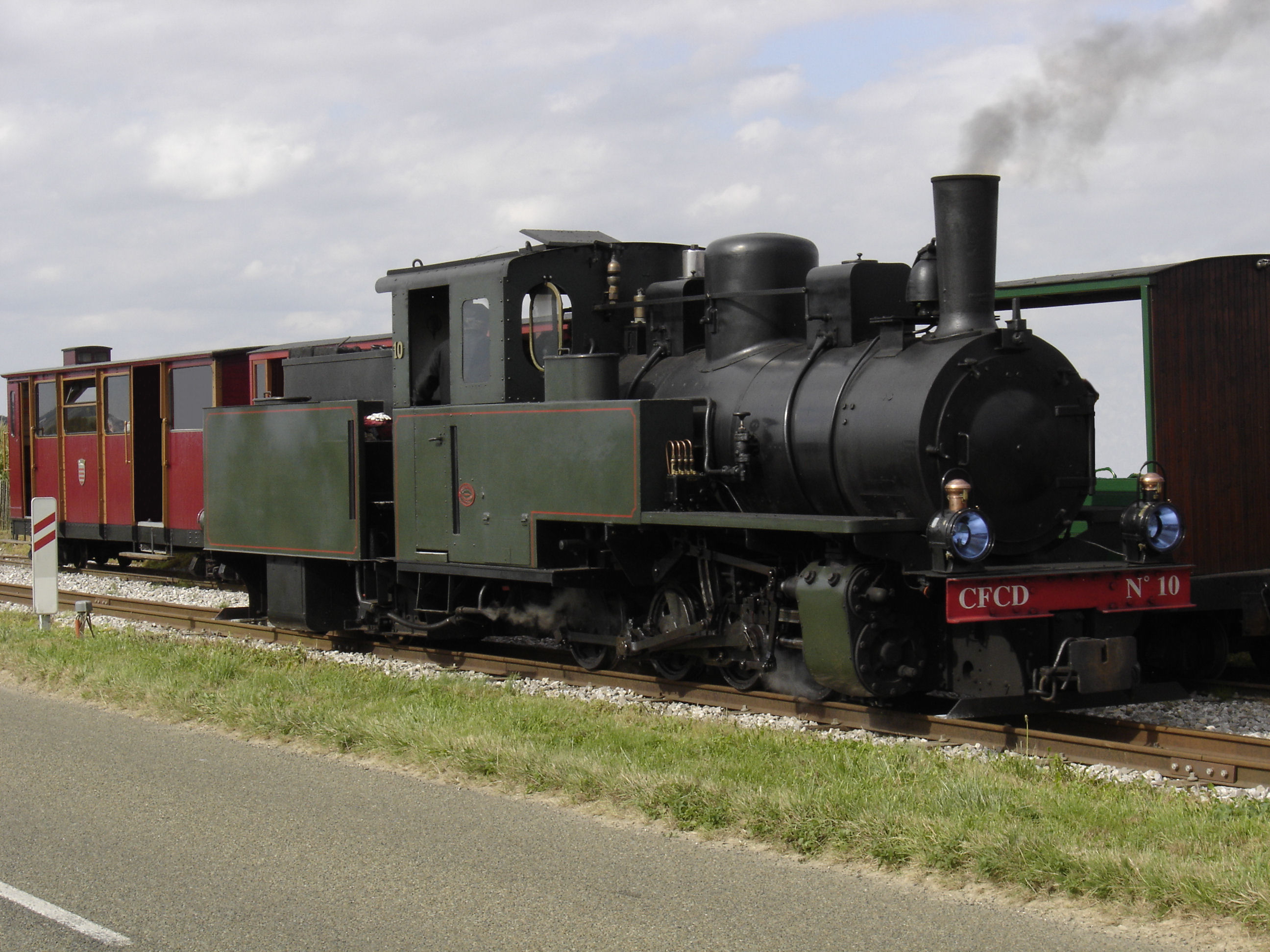
Franco-Belge 040+T KDL construite à Raismes et préservée sur le Chemin de fer Froissy-Dompierre, dans la Somme.

La Société franco-belge de son nom complet Société franco-belge de matériel de chemins de fer, devenue Soferval, est une société qui fabriquait du matériel roulant ferroviaire, et plus particulièrement des locomotives à vapeur puis des locomotives Diesel, électriques et des rames automotrices. Alsthom ferme l'usine en 1989. En 1994, la CIMT, filiale d'Alsthom, déménage son usine de Marly sur le site de Raismes. 
Les usines se situaient : 
- en France à Raismes, dans le département du Nord,
- en Belgique  à La Croyère, Seneffe et Godarville, dans le Hainaut.

## Histoire
En 1859, la Compagnie belge pour la construction de matériel de chemins de fer est créée, par fusion des Établissements Charles Évrard à Bruxelles et Parmentiers à La Croyère. L'usine de la Croyère produisait surtout des chaudières pour les locomotives assemblées à Bruxelles avant que la production ne bascule progressivement vers la Croyère.
Le 15 septembre 1881, la Société anonyme pour la construction de machines et matériel de chemins de fer est créée. Afin de contourner les taxes d'importations très élevées en France, son siège social s'installe à Paris ; elle vient d'inaugurer de nouvelles usines à Raismes en France et exploite en parallèle celle de La Croyère en Belgique
En 1927, scission entre les usines belges et françaises et création, le 3 novembre de la Société anglo-belge de matériel de chemin de fer, à La Croyère
En 1939, naissance de la Société anonyme anglo-franco-belge des Ateliers de la Croyère, Seneffe et Godarville (AFB), par fusion avec les ateliers de constructions métalliques situés à Seneffe et Godarville dans le Hainaut.
En 1964, la Société anglo-Germain est créée par fusion avec la Société anonyme des Ateliers Germain à Monceau-sur-Sambre en Belgique
Dès 1967, les carnets de commandes d'Anglo Germain sont minces et le personnel est notifié de la fermeture imminente de l'entreprise. La grève qui s'ensuivit provoque une mobilisation nationale, et le premier ministre de l'époque, Paul Vanden Boeynants descend sur place. La grève est interrompue le 1er juin à la suite de l'annonce d'un plan de reclassement et de quelques commandes de support.
En février 1968, la faillite de la société est prononcée.
En 1970, le site de La Croyère est reconditionné et transformé en complexe commercial.
En 1982, Alsthom Atlantique, aujourd'hui Alstom rachète l'usine de Raismes.
En 1989, Alsthom Atlantique devient GEC-Alsthom et ferme l'usine de Raismes. 
En 1991, une partie du site de l'usine de Raismes est réactivé.

En 1994, l'intégralité du site d'Alsthom de Marly-lez-Valenciennes déménage sur le site de Raismes.

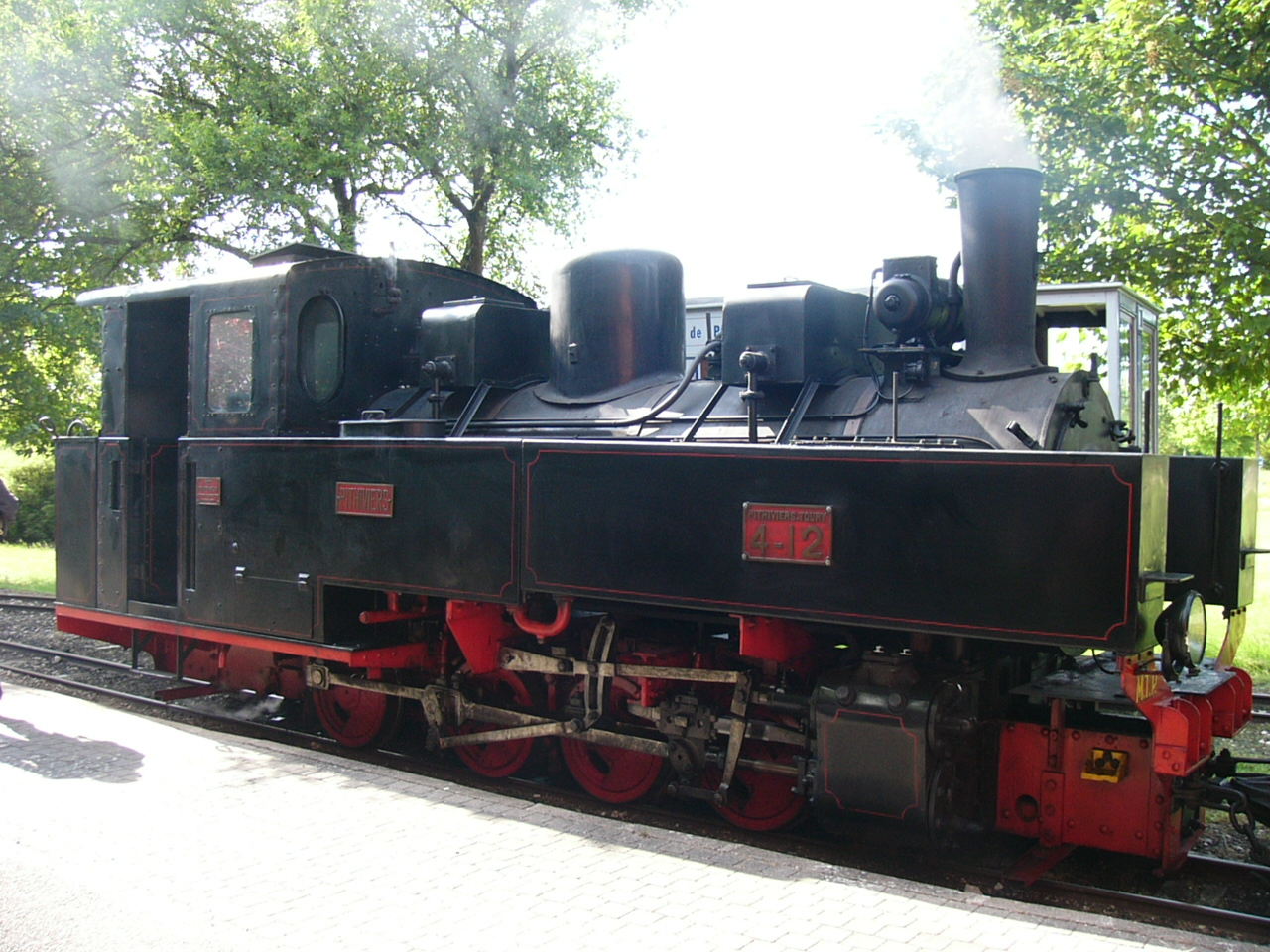
Locomotive 040 KDL préservée à Pithiviers

## Production de locomotives à vapeur
Lors de sa création, en 1882, l'usine de Raismes n'assure que l'assemblage de locomotives, avec des pièces construites par l'usine  belge. La production comprend du matériel ferroviaire et surtout des locomotives à vapeur. Elle est commune aux deux usines, jusqu'au 3 novembre 1927. 
Après cette date, la production de l'usine de Raismes se résume essentiellement à des locomotives pour les grands réseaux. 
En 1936, l'usine produit des locomotives articulées de type Garratt, pour les réseaux algériens. 
Durant la Seconde Guerre mondiale, l'usine produit des locomotives KDL à voie étroite pour les forces d'occupation. 
Après-guerre, la construction des Garratt continue et les dernières locomotives fabriquées sont des machines type WP pour les chemins de fer indiens en 1953. À partir de cette date, l'usine fabrique des wagons de marchandises et des voitures voyageurs.

### Production française à Raismes

#### Locomotives
- Locomotives de tramways, légères à voie étroite ;
- Locomotives pour les grands réseaux : Nord, Est, PLM, PO, Midi, l'État et la SNCF ;
- Locomotives pour les réseaux coloniaux d'Afrique occidentale et d'Extrême-Orient (Chine, Viet Nam) ;
- Locomotives pour le Maghreb (Algérie et Tunisie).

#### Tramways

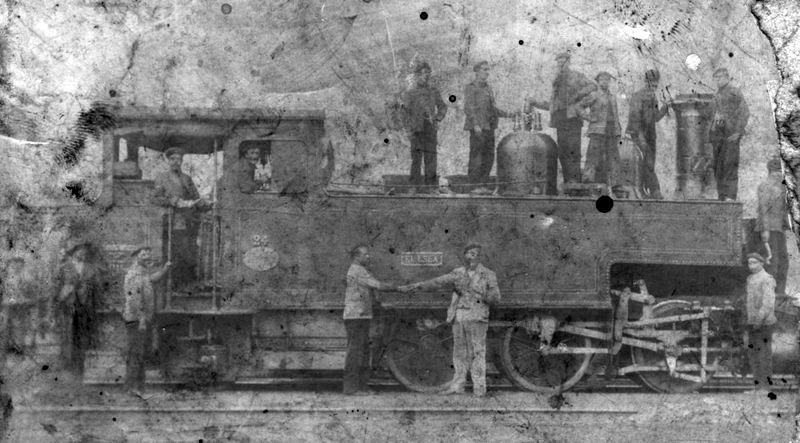
locomotive construite pour le chemin de fer de La Robla en Espagne

- Motrices pour le tramway de Lille (compagnie ELRT) ;
- Motrices pour les Voies ferrées du Dauphiné

#### Voitures, wagons de chemins de fer, remorques de tramway
- Voitures en grandes séries pour la SNCF.
- Remorques pour le tramway de Lille ;
- Remorques pour le tramway de Lyon (compagnie OTL) ;
- Fourgon postal pour la SNCF.

### Production belge à La Croyère

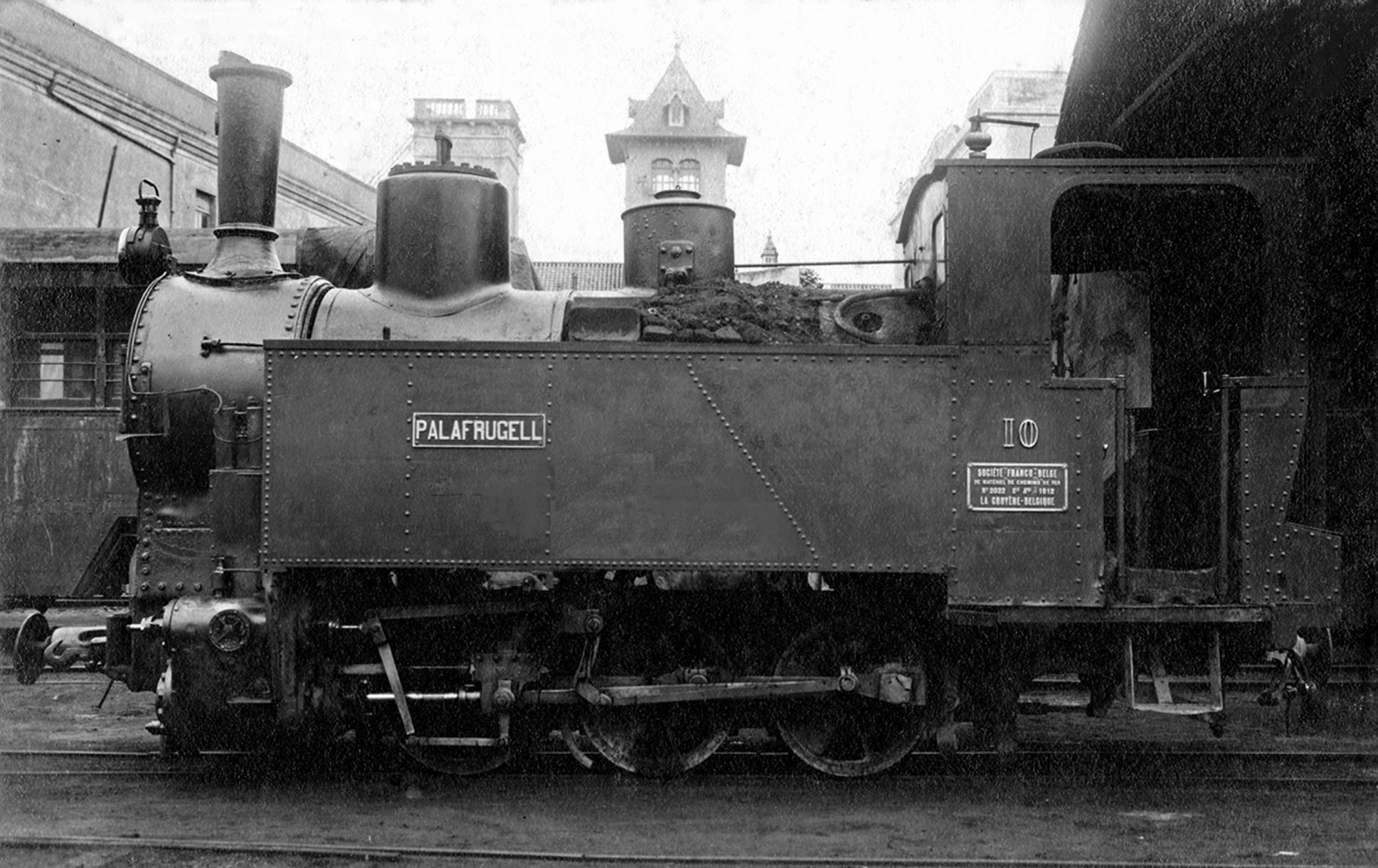
Locomotive 030 fabriquée en 1912 à la Croyère pour le tramway de Baix-Emporda en Espagne

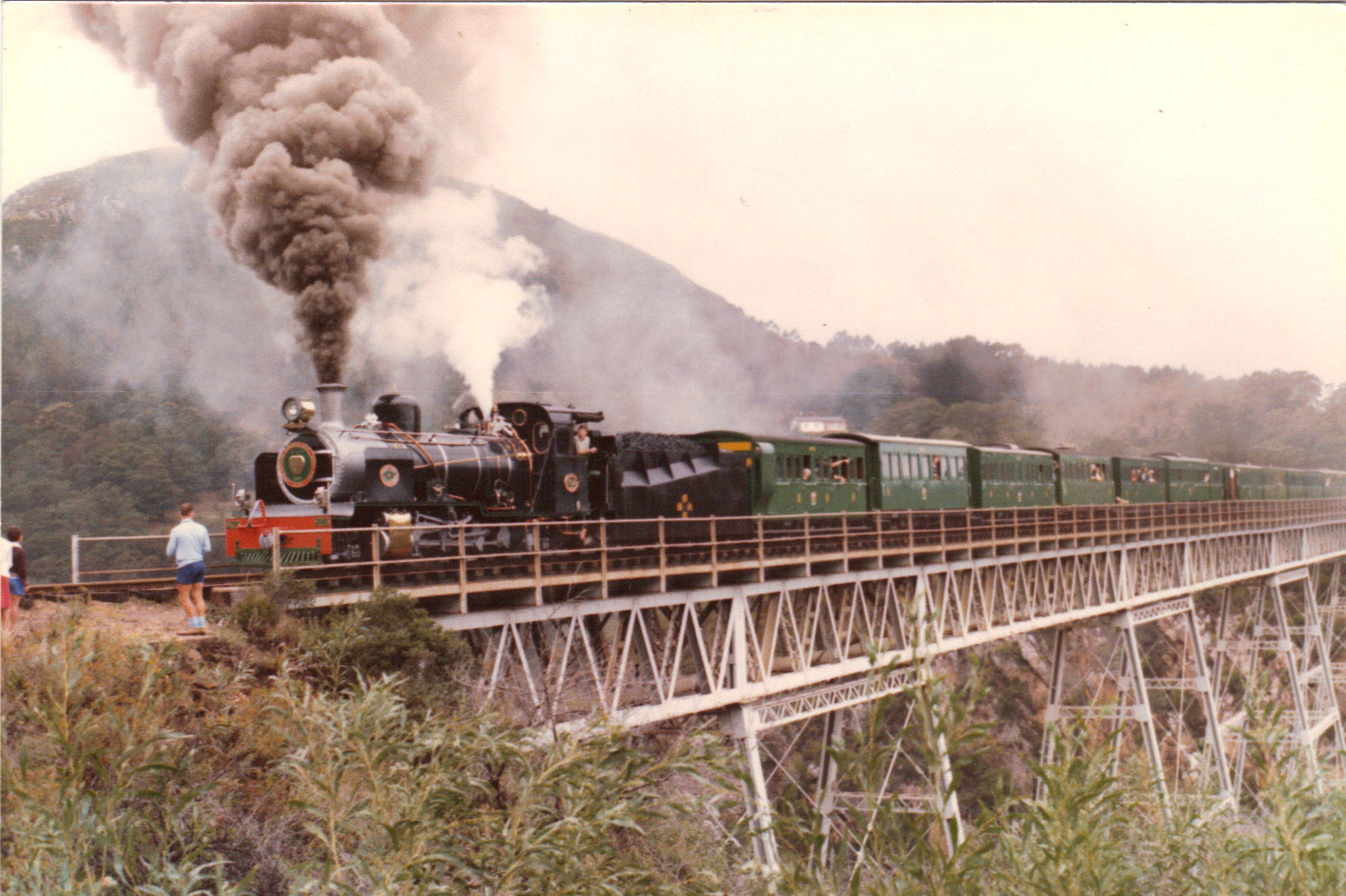
Locomotive type N15 N124 des chemins de fer Sud Africains, construite à La Croyère en 1952

- Locomotives de tramways, légères à voie étroite pour les chemins de fer vicinaux ;
- Locomotives pour les grands réseaux belges (Compagnie du Nord belge, État belge, Grand Central belge) ;
  - Sous licence Nohab/EMD, construction des 40 "gros nez" SNCB des séries 52,53 et 54 et 4 CFL 1600.
- Locomotives pour l'Espagne; 
  - Chemin de fer de La Robla
- Locomotives pour le Congo belge ;
- Locomotives pour l'Inde ; 
  - 141 type « WG »

### Usine de Raismes pendant la Seconde Guerre mondiale
Durant la Seconde Guerre mondiale, l'usine produit des locomotives pour les forces d'occupation. Plusieurs sabotages ont lieu dans les ateliers de montage, entraînant des représailles de la part de l'occupant. Ainsi Gilbert Bostsarron, directeur de l'usine et membre de deux réseaux de la résistance sera arrêté et fusillé.